# Топали, Жозефина
Жозефина Чоба Топали (алб. Jozefina Çoba Topalli; род. 26 ноября 1963 года, Шкодер) — албанский политик, спикер Народного собрания Албании с 3 сентября 2005 года по 10 сентября 2013 года, заместитель лидера Демократической партии Албании.

## Биография
Изучала математику и право в Университете им. Л. Гуракучи, затем окончила аспирантуру по международным отношениям в Университете Падуи. В 2010 году она получила степень доктора философии в Университете Тираны с диссертацией на тему «Роль национального парламента в процессе европейской интеграции страны». Она владеет английским, русским, французским и итальянским языками.
После окончания школы она устроилась на работу в Институт исследования кукурузы в Шкодере, а затем — в местную торгово-промышленную палату. В 1995—1996 гг. преподавала в Университете им. Л. Гуракучи в Шкодере. В 90-х года она присоединилась к Демократической партии Албании, в 2000 году стала заместитель её лидера.
На выборах 1996 года впервые получила мандат депутата парламента, работала в Комитете по правовым и конституционным вопросам. В сентябре 2005 года избрана председателем парламента. Это самая высокая должность в стране, которую когда-либо занимала женщина в Албании.
После выборов в 2009 году была переизбран председателем парламента.
В 2010 была награждена Средиземноморской премией за её работу в интересах мира.
В 2012 Жозефина Топали активно участвовала в отмечании 100-летнего юбилея независимости и 61-й годовщины расправы тоталитарного режима над представителями албанской интеллигенции.
Замужем, имеет двоих детей (сын и дочь).

## Ссылка
- NATO Parliamentary Assembly